# Chrisis Michail
Chrisis Michail (gr. Χρύσης Μιχαήλ, ur. 26 maja 1977 w Limassolu) – cypryjski piłkarz grający na pozycji defensywnego pomocnika.

## Kariera klubowa
Karierę piłkarską Michail rozpoczął w klubie z rodzinnego Limassolu o nazwie AEL Limassol. W 1997 roku zadebiutował w jego barwach w pierwszej lidze cypryjskiej. Już w pierwszym sezonie stał się podstawowym zawodnikiem drużyny. W 2001 roku zajął z tym klubem 3. miejsce w lidze, a w 2002 roku powtórzył to osiągnięcie. W AEL grał przez 6 sezonów. Rozegrał dla niego 139 meczów, w których strzelił 22 gole.
Latem 2003 roku Michail został piłkarzem APOEL-u Nikozja. W APOEL-u, podobnie jak w AEL Limassol, stał się zawodnikiem wyjściowego składu. Już w pierwszym sezonie gry w tym stołecznym klubie wywalczył mistrzostwo Cypru, a latem 2004 wywalczył także Superpuchar Cypru. W 2006 roku został z APOEL-em zdobywcą Pucharu Cypru, W 2007 roku został po raz drugi mistrzem kraju, a w 2008 zdobył kolejny puchar krajowy, a następnie także superpuchar. W 2009 roku trzeci raz wywalczył z APOEL-em mistrzostwo ligi, a w 2011 roku - po raz czwarty.
Latem 2011 Michail przeszedł do Enosis Neon Paralimni.
| Sezon   | Klub                  | Kraj | Rozgrywki  | Mecze | Bramki |
| ------- | --------------------- | ---- | ---------- | ----- | ------ |
| 1997/98 | AEL Limassol          | Cypr | Division A | 22    | 2      |
| 1998/99 | AEL Limassol          | Cypr | Division A | 26    | 5      |
| 1999/00 | AEL Limassol          | Cypr | Division A | 21    | 2      |
| 2000/01 | AEL Limassol          | Cypr | Division A | 23    | 6      |
| 2001/02 | AEL Limassol          | Cypr | Division A | 23    | 7      |
| 2002/03 | AEL Limassol          | Cypr | Division A | 24    | 3      |
| 2003/04 | APOEL Nikozja         | Cypr | Division A | 24    | 4      |
| 2004/05 | APOEL Nikozja         | Cypr | Division A | 20    | 1      |
| 2005/06 | APOEL Nikozja         | Cypr | Division A | 25    | 5      |
| 2006/07 | APOEL Nikozja         | Cypr | Division A | 22    | 2      |
| 2007/08 | APOEL Nikozja         | Cypr | Division A | 28    | 8      |
| 2008/09 | APOEL Nikozja         | Cypr | Division A | 23    | 6      |
| 2009/10 | APOEL Nikozja         | Cypr | Division A | 26    | 7      |
| 2010/11 | APOEL Nikozja         | Cypr | Division A | 5     | 0      |
| 2011/12 | Enosis Neon Paralimni | Cypr | Division A |       |        |

## Kariera reprezentacyjna
W reprezentacji Cypru Michail zadebiutował 15 sierpnia 2000 roku w zremisowanym 0:0 towarzyskim meczu z Albanią. W barwach kadry narodowej występował w eliminacjach do MŚ 2002, Euro 2004, MŚ 2006, Euro 2008 oraz do MŚ 2010.